# Charles Watson-Wentworth
Charles Watson-Wentworth (13 mai 1730 – 1er juillet 1782) est un homme d'État britannique du parti Whig, qui est deux fois Premier ministre de Grande-Bretagne. Il ne tient que deux mandats importants au cours de son existence, Premier ministre et Président de la Chambre des lords, mais son influence est considérable lors de son second mandat. Il est appelé vicomte Higham entre 1733 et 1746, comte de Malton (titre de courtoisie) entre 1746 et 1750 et marquis de Rockingham en 1750.

## Jeunesse et études
Descendant du 1er comte de Strafford, Lord Rockingham grandit dans la maison familiale de Wentworth Woodhouse près de Rotherham dans le Yorkshire du Sud. Il reçoit son éducation à la Westminster School et au St John's College. En 1746, il quitte Wentworth pour rejoindre à Carlisle le duc de Cumberland en guerre contre le « Jeune Prétendant ». Quatre ans plus tard, il est créé comte Malton dans la Pairie d'Irlande, puis bien vite recueillit le marquisat de son père.

## Carrière politique
Il siège à la Chambre des lords l'année suivante et est fait chevalier de la Jarretière en 1761. En 1762, le roi George III nomme Lord Bute, son ami et son mentor, Premier ministre ; mais ce dernier se voit contraint de démissionner devant une opposition grandissante. Il est remplacé par George Grenville, qui lui non plus n'arrive pas à trouver assez de soutiens ; après sa démission en 1765, c'est Lord Rockingham qui est nommé Premier ministre.
Rockingham nomme secrétaires d'État ses alliés Henry Seymour Conway et le duc de Grafton. C'est également à cette époque qu'Edmund Burke, homme d'État irlandais et philosophe, devient son secrétaire privé ; jusqu'à la mort prématurée de Rockingham en 1782 il devait rester pour lui un ami, un allié politique et un conseiller. Pendant son ministère, il abroge le Stamp Act, réduisant ainsi le poids des impôts sur les colonies. Pourtant, la contestation à l'intérieur même du cabinet provoque sa démission et la nomination de William Pitt l'Ancien comme Premier ministre (le duc de Grafton est nommé premier lord du Trésor, une des rares occasions où les deux charges se virent séparées).

### Indépendance des États-Unis
Rockingham passe dans l'opposition les seize années suivantes. Il soutient intelligemment les droits constitutionnels pour les colons et appuie la revendication pour l'indépendance américaine. En 1782 il est nommé Premier ministre une deuxième fois (avec Charles James Fox et Lord Shelburne comme secrétaires d'État) et, dès son entrée en fonction, reconnaît l'indépendance des États-Unis, mettant fin à l'intervention britannique dans la guerre d'indépendance. Mais son ministère ne dure pas, car Lord Rockingham meurt 14 semaines plus tard.

## Hommages
Aux États-Unis, les trois États du New Hampshire, Caroline du Nord et Virginie, donnèrent son nom à l'un de leurs comtés.